# FC Wacker Gera
Der FC Wacker Gera war ein Fußballverein aus der thüringischen Stadt Gera. Er qualifizierte sich mehrfach für die Endrunde der mitteldeutschen Fußballmeisterschaft.

## Geschichte
| Saison  | Spielklasse              | Level | Platz            | Tore             | Punkte           |
| ------- | ------------------------ | ----- | ---------------- | ---------------- | ---------------- |
| 1921/22 | 1. Kreisklasse Osterland | II    | 4.               | 24:15            | 13:11            |
| 1922/23 | 1. Kreisklasse Osterland | II    | 2.               | 42:13            | 24:40            |
| 1923/24 | Gauliga Osterland        | I     | 1.               | 14:12            | 13:30            |
| 1923/24 | Endrunde VMBV            |       | 1. Runde         | 1. Runde         | 1. Runde         |
| 1924/25 | Gauliga Osterland        | I     | 2.               | 30:80            | 11:50            |
| 1925/26 | Gauliga Osterland        | I     | 1.               | 47:15            | 17:30            |
| 1925/26 | Endrunde VMBV            |       | 2. Runde         | 2. Runde         | 2. Runde         |
| 1926/27 | Gauliga Osterland        | I     | 1.               | 47:15            | 22:20            |
| 1926/27 | Endrunde VMBV            |       | 2. Zwischenrunde | 2. Zwischenrunde | 2. Zwischenrunde |
| 1927/28 | Gauliga Osterland        | I     | 1.               | 46:14            | 21:30            |
| 1927/28 | Endrunde VMBV            |       | Halbfinale       | Halbfinale       | Halbfinale       |
| 1928/29 | Gauliga Osterland        | I     | 1.               | 97:35            | 29:70            |
| 1928/29 | Endrunde VMBV            |       | 2. Vorrunde      | 2. Vorrunde      | 2. Vorrunde      |
| 1929/30 | Gauliga Osterland        | I     | 2.               | 77:43            | 23:13            |
| 1930/31 | Gauliga Osterland        | I     | 3.               | 72:38            | 21:15            |
| 1931/32 | Gauliga Osterland        | I     | 2.               | 66:27            | 28:80            |
| 1932/33 | Gauliga Osterland        | I     | 1.               | 69:21            | 33:30            |
| 1932/33 | Endrunde VMBV            |       | 2. Runde         | 2. Runde         | 2. Runde         |

|  | Gaumeister Osterland |

Der FC Wacker Gera wurde 1910 gegründet. Mit der Schaffung der Gauliga Osterland 1923 seitens des Verbandes Mitteldeutscher Ballspiel-Vereine (VMBV) spielte der Verein ab der Saison 1923/24 erstklassig. Bereits in der ersten Spielzeit konnte sich Gera die Gaumeisterschaft sichern, verbunden damit war die Qualifikation für die mitteldeutsche Fußballmeisterschaft. Nach einer deutlichen 0:6-Niederlage gegen den 1. SV Jena schied Gera jedoch bereits in der ersten Runde aus. Nachdem in der Folgesaison der Lokalrivale SpVgg 1904 Gera sich den Sieg im Osterland-Gau sicherte, dominierte Wacker Gera danach die Gauliga und konnte bis 1929 weitere viermal die Gaumeisterschaft gewinnen. Größter Erfolg in der mitteldeutschen Fußballendrunde war das Erreichen des Halbfinales 1927/28. Nach Siegen über die SpVgg 1907 Meerane (6:3), den SV 01 Gotha (2:1) und den Plauener SuBC (5:2) traf Gera am 15. April 1928 auf den FC Wacker Halle. Das Halbfinalspiel ging mit 0:4 verloren, Gera schied aus während Halle sich später die mitteldeutsche Fußballmeisterschaft sichern konnte.
Anfang der 1930er fiel der Verein in der Gauliga hinter dem 1. FC Greiz und dem FC Thüringen Weida zurück, konnte aber dennoch vordere Platzierungen erreichen und war in Gera der stärkste Fußballverein. 1932/33 konnte dann letztmals die Gaumeisterschaft gewonnen werden, in der anschließenden mitteldeutschen Endrunde schied Gera aber bereits in der zweiten Runde gegen den SV 08 Steinach aus.
| Saison     | Spielklasse                        | Level                   | Platz                   | Tore                    | Punkte                  |
| ---------- | ---------------------------------- | ----------------------- | ----------------------- | ----------------------- | ----------------------- |
| 1933/34    | Bezirksklasse Thüringen            | II                      | 2.                      | 76:37                   | 33:11                   |
| 1934/35    | Bezirksklasse Thüringen            | II                      | 8.                      | 46:45                   | 20:24                   |
| 1935/36    | Bezirksklasse Thüringen            | II                      | 4.                      | 53:46                   | 25:19                   |
| 1936/37    | Bezirksklasse Thüringen            | II                      | 8.                      | 42:44                   | 20:24                   |
| 1937/38    | Bezirksklasse Thüringen            | II                      | 4.                      | 37:34                   | 22:18                   |
| 1938/39    | Bezirksklasse Thüringen            | II                      | 10.                     | 32:41                   | 15:25                   |
| 1939/40    | Kreisklasse Osterland Staffel Gera | III                     | 3.                      | 15:24                   | 05:90                   |
| 1940/41    | 2. Klasse Osterland Gruppe A       | III                     | 1.                      | 35:11                   | 17:30                   |
| ab 1941/42 | keine Daten überliefert            | keine Daten überliefert | keine Daten überliefert | keine Daten überliefert | keine Daten überliefert |

|  | Abstieg |

Im Zuge der Gleichschaltung wurde der VMBV und demzufolge auch die Gauliga Osterland wenige Monate nach der Machtübernahme der Nationalsozialisten im Jahre 1933 aufgelöst. Die Vereine wurden in den Fußballgau Mitte eingeordnet, erhielten aber keinen Startplatz für die ab 1933 eingeführte erstklassige Gauliga Mitte. Wacker Gera wurde in die zweitklassige Bezirksklasse Thüringen einsortiert. Während sich Lokalrivale SpVgg 1904 Gera mit dem SC Concordia Gera-Reuß zum 1. SV Gera 04 zusammenschloss und Ende der 1930er den Aufstieg in die Gauliga schaffte, verblieb Wacker Gera in der zweiten Spielklassen und stieg 1938/39 in die Kreisklasse Osterland ab. 1945 wurde der Verein aufgelöst.

## Bekannte Spieler
- Johannes Breitenstein
- Max Hofsommer
- Fritz Zergiebel

## Erfolge
- Gaumeister Osterland: 1923/24, 1925/26, 1926/27, 1927/28, 1928/29, 1931/32
- Teilnahme an der mitteldeutschen Fußballmeisterschaft: 1923/24 (1. Runde), 1925/26 (2. Runde), 1926/27 (2. Zwischenrunde), 1927/28 (Halbfinale), 1928/29 (2. Vorrunde), 1931/32 (2. Runde)